# Jon McBride
Jon Andrew McBride  (14. srpna 1943 Charleston, Západní Virginie – 7. srpna 2024 Brevard County, Florida) byl americký vojenský letec a kosmonaut, 149. člověk ve vesmíru. Při svém jediném letu v raketoplánu Challenger strávil ve vesmíru 8 dní.

## Život

### Vzdělání a vojenská kariéra
O létání se zajímal od dětství, protože letadla už v raném dětství sledoval ze svého domova, na dohled od nynějšího mezinárodního letiště West Virginia Yeager Airport v Charlestonu (CRW/KCRW).
Po základní a střední škole absolvoval West Virginia University, kde se zapsal do amerického námořnictva. Službu zahájil v roce 1965 leteckým výcvikem na námořní letecké základně v Pensacole na Floridě. Po dokončení výcviku v srpnu 1966 ho přidělili ke 101. bojové peruti 101 na základně Oceana ve Virginii k zacvičení na letounech F-4 Phantom II a následně byl převelen ke 41. peruti, kde sloužil tři roky jako stíhací pilot a důstojník divize, včetně dvou zahraničních nasazení s 11. a 103. perutí. V jihovýchodní Asii absolvoval 64 bojových misí během války ve Vietnamu.
Na námořní postgraduální škole (Naval Postgraduate School) se v roce 1971 stal leteckým inženýrem. Navštěvoval také Školu testovacích pilotů Letectva USA Edwardsově letecké základně v Kalifornii, odkud postoupil ke 4. testovací a vývojové peruti na námořní základně Point Mugu v Kalifornii, v níž sloužil jako důstojník údržby a vedoucí projektu Sidewinder. Později vystudoval ještě řízení lidských zdrojů na Pepperdinově univerzitě v Los Angeles.
Během vojenské kariéry létal na více než 40 různých typech vojenských a civilních letadel včetně vystoupení na leteckých přehlídkách. Nalétal přes 8 800 hodin, včetně 4 700 hodin v proudových letadlech a více než 600 přistání na letadlových lodích. FAA mu udělil civilní komerční pilotní průkaz pro vícemotorová letadla a působil jako certifikovaný letecký instruktor.
V hodnosti poručíka amerického vojenského námořnictva byl 16. ledna 1978 vybrán do oddílu astronautů NASA na pozici pilota raketoplánů.

### Let do vesmíru
Na podzim 1984 odstartoval v raketoplánu Challenger ke svému prvnímu a současně poslednímu kosmickému letu. Posádku mise STS-41-G kromě něj a velitele Roberta Crippena tvořili Kathryn Sullivanová, Sally Rideová, Paul Scully-Power, Marc Garneau a David Leestma. Šlo o historicky první sedmičlennou posádku raketoplánu a současně první let se dvěma astronautkami současně. Během osmi dní na oběžné dráze vypustili družici ERBS (Earth Radiation Budget Satellite), provedli několik připravených experimentů a přistáli zpátky na Floridě na mysu Canaveral.
- STS-41-G Challenger (5. října 1984 – 13. října 1984)

### Po letu
V březnu 1986 měl letět do vesmíru znovu jako velitel posádky STS 61-E. Let byl ale odložen kvůli nehodě Challengeru v lednu 1986, která lety raketoplánu na více než dva a půl roku zastavila. McBride byl proto v červenci 1987 přidělen do ústředí NASA jako asistent ředitele agentury pro vztahy s Kongresem. Byl přitom potvrzen ve funkci velitele posádky mise STS 61-E přejmenované na STS-35, která měla startovat v březnu 1990, ale McBride nakonec dlouhé čekání nevydržel a v květnu 1989 odešel z NASA i námořnictva. Mise STS-35 nakonec odletěla až v prosinci 1990.
Přestěhoval se do Lewisburgu v Západní Virginii a stal prezidentem a výkonným ředitelem společnosti Flying Eagle Corporation, společnosti rizikového kapitálu  a prezidentem Constructors' Labor Council of West Virginia, skupiny zastupující dodavatele těžkých staveb a dálnic. V roce 1996 se neúspěšně ucházel o nominaci Republikánské strany na funkci guvernéra Západní Virginie.
Na penzi se usadil poblíž Cocoa na Floridě a dvě desítky let pracoval v návštěvnickém komplexu Kennedyho vesmírného střediska (KSCVC), kde založil a koordinoval programy Astronaut Encounter (Setkání s astronautem) a zapojil se do rozšiřování komplexu. Po ukončení programu raketoplánů se podílel na zajištění konečného domova raketoplánu Atlantis na Floridě. Přednášel pro návštěvníky komplexu a absolvoval mnoho návštěv škol v USA i v zahraničí hovořil k tisícům školáků. Svou aktivitu v návštěvnickém komplexu ukončil až v roce 2020, v 77 letech.

### Osobní život
Byl dvakrát ženatý, s první ženou Brendou měli tři děti. 
Zemřel na Floridě, pouhý týden před svými 81. narozeninami.